# よう・高梨 (小惑星)
よう・高梨（よう・たかなし、13565 Yotakanashi）は、小惑星帯に位置する小惑星である。北海道の円舘金と渡辺和郎が発見した。
千葉県鴨川市にあるイタリアンレストランのオーナーシェフで、鴨川天体観測所のメンバーであるアマチュア天文家の高梨陽市に因んで名付けられた。